# Ridderorden in de DDR
De zogenaamde Duitse Democratische Republiek kende honderden onderscheidingen. De belangrijkste daaronder waren de tien orden die allen naar Sovjetvoorbeeld waren georganiseerd en vormgegeven. Het ging om zogenaamde socialistische orden.
- De Held van de Duitse Democratische Republiek, (Held der DDR) (1957)
- De Karl Marx-orde, (Karl-Marx-Orden) (1953)
- De Vaderlandse Orde van Verdienste, (Vaterländischer Verdienstorden) (1954)
- De Banier van de Arbeid, (Banner der Arbeit) (1954)
- De Ster der Volkerenvriendschap, (Stern der Völkerfreundschaft) (1959)
- De Blücher-orde, (Blücher-Orden) (1965) De orde werd niet uitgereikt.
- De Scharnhorst-orde, (Scharnhorst-Orden) (1966)
- De Strijdorde voor Verdienste voor Volk en Vaderland, (Kampforden „Für Verdienste um Volk und Vaterland“) (1966)
- De Militaire Orde van Verdienste van de Duitse Democratische Republiek, (Militärischer Verdienstorden der Deutschen Demokratischen Republik) (1982)
- De Orde van Verdienste van het Ministerie voor Staatsveiligheid, (Verdienstorden des Ministeriums für Staatssicherheit) 1990 De orde werd niet uitgereikt.
- De Stauffenberg-orde, (Stauffenberg-Orden) (1990) De orde werd niet uitgereikt.

De orden hielden in 1991 samen met de DDR op te bestaan.
Banier van de Arbeid  ·
Blücher-orde ·
Held van de Arbeid ·
Held van de Duitse Democratische Republiek ·
Karl Marx-orde ·
Militaire Orde van Verdienste van de Duitse Democratische Republiek ·
Orde van Verdienste van het Ministerie voor Staatsveiligheid ·
Scharnhorst-orde · 
Stauffenberg-orde ·
Ster der Volkerenvriendschap ·
Strijdorde voor Verdienste voor Volk en Vaderland ·
Vaderlandse Orde van Verdienste
Zie ook: Ridderorden in de DDR